# العلاقات الغانية الفانواتية
العلاقات الغانية الفانواتية هي العلاقات الثنائية التي تجمع بين غانا وفانواتو.

## مقارنة بين البلدين
هذه مقارنة عامة ومرجعية للدولتين:
| وجه المقارنة                                              | غانا         | فانواتو                                  |
| --------------------------------------------------------- | ------------ | ---------------------------------------- |
| المساحة (كم2)                                             | 238.53 ألف   | 12.19 ألف                                |
| عدد السكان (نسمة)                                         | 26.91 مليون  | 276.24 ألف                               |
| الكثافة السكانية (ن./كم²)                                 | 112.82       | 22.66                                    |
| العاصمة                                                   | أكرا         | بورت فيلا                                |
| اللغة الرسمية                                             | لغة إنجليزية | اللغة البسلاما، لغة فرنسية، لغة إنجليزية |
| العملة                                                    | سيدي غاني    | فاتو فانواتي                             |
| الناتج المحلي الإجمالي (بليون دولار)                      | 47.33 مليار  | 862.88 مليون                             |
| الناتج المحلي الإجمالي (تعادل القوة الشرائية) بليون دولار | 115.41 مليار | 790.76 مليون                             |
| الناتج المحلي الإجمالي الاسمي للفرد دولار أمريكي          | 1.37 ألف     | 2.81 ألف                                 |
| الناتج المحلي الإجمالي للفرد دولار أمريكي                 | 4.08 ألف     | 3.03 ألف                                 |
| مؤشر التنمية البشرية                                      | 0.579        | 0.594                                    |
| رمز المكالمات الدولي                                      | +233         | +678                                     |
| رمز الإنترنت                                              | .gh          | .vu                                      |
| المنطقة الزمنية                                           | 00           | ت ع م+11:00                              |

## منظمات دولية مشتركة
يشترك البلدان في عضوية مجموعة من المنظمات الدولية، منها:
| علم المنظمة | اسم المنظمة                                 | تاريخ انضمام غانا | تاريخ انضمام فانواتو |
| ----------- | ------------------------------------------- | ----------------- | -------------------- |
|             | يونسكو                                      | 11 أبريل 1958     | 10 فبراير 1994       |
|             | مؤسسة التمويل الدولية                       | 3 أبريل 1958      | 28 سبتمبر 1981       |
|             | منظمة حظر الأسلحة الكيميائية                | ?                 | ?                    |
|             | مؤسسة التنمية الدولية                       | 29 ديسمبر 1960    | 28 سبتمبر 1981       |
|             | منظمة التجارة العالمية                      | ?                 | ?                    |
|             | وكالة ضمان الاستثمار متعدد الأطراف          | 29 أبريل 1988     | 27 يوليو 1988        |
|             | الاتحاد البريدي العالمي                     | ?                 | ?                    |
|             | الاتحاد الدولي للاتصالات                    | 17 مايو 1957      | 30 مارس 1988         |
|             | الأمم المتحدة                               | 8 مارس 1957       | 15 سبتمبر 1981       |
|             | البنك الدولي للإنشاء والتعمير               | 20 سبتمبر 1957    | 28 سبتمبر 1981       |
|             | مجموعة دول أفريقيا والكاريبي والمحيط الهادئ | ?                 | ?                    |
|             | دول الكومنولث                               | ?                 | ?                    |

## وصلات خارجية
- موقع وزارة الخارجية الغانية